# 김민범
김민범(金珉範, 1973년 7월 6일 ~ )은 전 KBO 리그 태평양 돌핀스와 현대 유니콘스에서 활동한 원포인트 좌완 투수였다.

## 출신학교
- 평창초등학교
- 경포중학교
- 강릉고등학교

## 프로야구 선수 시절
평창초등학교, 경포중학교, 강릉고등학교를 졸업하고 1992년 태평양 돌핀스에 연고 지명으로 입단한 후, 1994년 1군 첫 경기의 등판으로, 1996년 현대 유니콘스를 거치며 2007년까지 16년 동안 234경기에 출장해 주로 원포인트 릴리프로 등판하여 1승 1세이브 2패, 평균 자책 4.77을 기록했다. 그는 164경기 동안 단 한 번도 패전을 당하지 않았으며, 2002년과 2004년에는 원포인트로만 나왔음에도 평균자책 0점을 기록했다. 1999년 9월 26일 한화전에서 7회에 등판해 2안타로 2실점해 패한 게 마지막이었고 그 이후로는 무려 164경기 동안 연속 무패를 이어 갔다. 현대 유니콘스가 해체된 후 넥센 히어로즈에 인계되었지만 2008년 7월에 현역에서 은퇴하고 현재는 키움 히어로즈의 원정 기록원으로 활동하고 있다. 